# Gran Trak 10
Gran Trak 10 var ett arkadspel av Atari, lanserat 25 juli 1974. Det var ett racingspel där man samtidigt kämpar "mot klockan", spelet släpptes enbart i USA.